# Nagysimonyi
Nagysimonyi è un comune dell'Ungheria di 985 abitanti (dati 2001). È situato nella contea di Vas.